# 3Ds
3Ds war eine neuseeländische Noise-Pop-Band, die von 1988 bis 1996 aktiv war. Sie veröffentlichte in dieser Zeit drei Studioalben bei Flying Nun Records. Erfolge verzeichnete die Band neben ihrem Heimatland vor allem in den USA und in Großbritannien.

## Bandgeschichte
Gegründet wurde 3Ds Mitte 1988 in Dunedin von Sänger und Gitarrist David Saunders, Bassist Denise Roughan und Schlagzeuger Dominic Stones. Der Bandname leitet sich davon ab, dass die Vornamen der drei Bandgründer mit dem Buchstaben „D“ beginnen. Anfang 1989 kam mit David Mitchell ein zweiter Gitarrist in die Band, der künftig für die meisten Artworks der Veröffentlichungen von 3Ds verantwortlich zeichnete. Nachdem die Band erfolglos versucht hatte, eine Förderung über CreativeNZ zu erhalten, war sie mit dem Titel Meluzina Man 1990 auf der Kompilation XPRESSWAY PILE=UP (A Compilation Of NZ Music) vertreten. Nach den beiden EPs Fish Tales (1990) und Swarthy Songs for Swabs (1991) veröffentlichte Flying Nun Records 1992 das Debütalbum Hellzapoppin. Dieses wurde von First Warning für den amerikanischen Markt lizenziert und die Band ging auf Tournee durch die USA, gefolgt von einer Australien-Tournee im Vorprogramm von Lemonheads. 1993 folgte mit Venus Trail das zweite Album, das neben den USA (via Merge Records) auch in Großbritannien veröffentlicht wurde und das erfolgreichste Album von 3Ds war. Während einer Tournee durch Großbritannien nahm die Band am 24. April 1994 eine Peel Session auf. Nach Erscheinen der EP Caterwauling nahm 3Ds am Big Day Out teil und war Vorband von U2 während deren Neuseeland-Tournee. 1996 erschien mit Strange News from the Angels das dritte und letzte Album, Anfang 1997 löste die Band sich auf.
2009 trat die reformierte Band auf einem Festival anlässlich des 20-jährigen Jubiläums von Merge Records auf und absolvierte 2010 einige Auftritte in Neuseeland und Großbritannien. Weitere Aktivitäten der 3Ds waren danach nicht mehr zu verzeichnen, während Gitarrist David Saunders mit Street Chant weiter Material der Band live spielt.

## Stil
Die Musik der Band wurde mit Bands wie Pixies, The Feelies und Television verglichen. Charakteristisch ist des zweistimmige Spiel der beiden Gitarristen Saunders und Mitchell, Jason Ankeny von Allmusic bezeichnete den Musikstil als Mischung aus Noise und Pop. In Artwork und Texten bezog sich die Band auf die Ästhetik der Comics der 1960er Jahre und dessen Darstellung von Tod und Gewalt.

## Diskografie
Alben
- 1992: Hellzapoppin
- 1993: The Venus Trail
- 1996: Strange News from the Angels

Kompilationen
- 2011: We Bury The Living: Early Recordings 1989-90 (digital nachbearbeitete Aufnahmen aus den Jahren 1989 und 1990)

Singles, EPs
- 1990: Fish Tales
- 1991: Swarthy Songs for Swabs
- 1992: Outer Tales
- 1993: Beautiful Things
- 1994: Hey Seuss
- 1995: Caterwauling
- 1996: Dust